# The Composer of Desafinado, Plays
| Recensione | Giudizio |
| ---------- | -------- |
| AllMusic   |          |

The Composer of Desafinado, Plays è il primo album in studio del cantante e compositore brasiliano Antônio Carlos Jobim, pubblicato nell'ottobre del 1963.

## Descrizione
Se la Bossa Nova può essere considerata una rivoluzione o un movimento nella musica popolare americana, allora Desafinado è stato sicuramente il suo grido di battaglia.
La melodia vivace e accattivante è stata fischiata, canticchiata, pensata e molto probabilmente marciata durante la maggior parte del 1962.
Stan Getz vinse il suo primo "Grammy" alla presentazione annuale dei premi della National Academy of Recording Arts and Sciences come "Best Jazz Performance" del 1962.
Il brano vincente fu ovviamente una sua versione (con il chitarrista Charlie Byrd) di Desafinado.
Getz è stato nominato per otto premi "Grammy", più di qualsiasi altra singola esibizione nella storia dell'Accademia, e quasi tutti erano per Desafinado o per l'album principale "Jazz Samba" (V/V6-8432).
L'impatto di Desafinado è stato così profondo che la Bossa Nova è diventata una cosa importante nella musica pop.
Gli standard sono stati eseguiti nel "nuovo ritmo" e siamo stati inondati da elementi come Stardust Bossa Nova, Fly Me to the Moon Bossa Nova, Bossa Nova Cha Cha Cha e persino Blame It on the Bossa Nova.
Arthur Murray e altri istruttori di danza hanno esortato a imparare a "fare" la Bossa Nova.
E, in qualche modo, in tutto lo shuffle, la leggerezza, la delicatezza e la profondità del sentimento della Bossa Nova si sono perse.
I seguaci, gli esecutori e i suonatori di ballo dimenticarono o ignorarono la caratteristica struttura lunga dell'autentica Bossa Nova brasiliana, il suo ritmo naturalmente accentuato e la sensazione minore della musica.
Era diventata la cosa nuova perché era il nuovo modo di fare soldi.
Questo frammento di storia generalizzata serve come introduzione al compositore di Desafinado, e uno dei giovani musicisti brasiliani che hanno partecipato alla creazione di Bossa Nova: Antonio Carlos Jobim.
La bella melodia di Jobim in Desafinado, era l'inno della Bossa Nova in questo paese.
Ma la musica dell'uomo non inizia e non finisce qui.
In questo set sono raccolte altre straordinarie opere di questo compositore brasiliano, ognuna, a suo modo, unica e sorprendente come Desafinado.
Jobim è un musicista snello e bello di Rio de Janeiro i cui strumenti sono pianoforte e chitarra, ma il cui punto di forza è la composizione.
La sua forza sta nella creazione di melodie un po' tristi, spesso languide, sempre ricercate.
Aveva 36 anni quando questa sessione è stata registrata ed è stato a New York per un periodo di vita e lavoro che lo ha visto registrare, scrivere per editori e case discografiche e incontrare musicisti jazz americani.
A Rio ha studiato pianoforte da bambino con bravi insegnanti europei.
Suona fluentemente anche la chitarra e ha suonato quello strumento nell'album "Jazz Samba Encore!" (Verve V/V6-8523), di Luiz Bonfá e Stan Getz.
La musica di Jobim è stata ascoltata, insieme a quella di Bonfa, nella colonna sonora del film brasiliano "Black Orpheus".
Al momento della registrazione di questo album, Jobim non suonava il piano da circa un anno.
La maggior parte del suo tempo era stata dedicata esclusivamente alla composizione.
Per l'atmosfera e lo spirito di quest'album, il compositore è rimasto molto vicino alle sue linee melodiche, e ha utilizzato uno stile unico, ingannevolmente semplice, a una nota, con la mano destra.
Lato A
The Girl of Ipanema è, secondo Jobim, "qualcos'altro" Ipanema è una sorta di lingua di sabbia tra una laguna e il mare vicino alla spiaggia di Copacabana vicino a Rio.
Ci sono case lì e Jobim vive in una di esse.
La canzone ha una melodia vivace e viva, letteralmente cantata dal pianoforte di Jobim.
Da notare il modo delizioso in cui accoppia la sua tastiera con il flauto verso la fine del brano.
O Morro si apre con una struttura di archi dalla trama scura.
Jobim porta la melodia lamentosa, che ricorda un po' Via col vento, il flauto di Wright è l'altro strumento solista.
Agua de Beber significa "acqua da bere".
C'è un sentimento di grande nostalgia qui espresso nell'affermazione della melodia del flauto, poi del trombone di Cleveland, e poi del piano di Jobim.
L'atmosfera, nel complesso, è pallida e nostalgica.
Dreamer ha un suono morbido che sembra scivolare, attraverso il pianoforte di Jobim, fuori dalla struttura degli archi.
Il pianoforte del compositore è molto sobrio, ma comunque molto ritmico.
L'arrangiamento degli archi di Claus Ogerman in questo brillante lavoro a tempo è molto sorprendente.
Favela è musica scritta per uno spettacolo.
Descrive i bassifondi, secondo Jobim, e questi bassifondi sono molto speciali; quelli sulle colline intorno a Rio.
Vivace, ritmico, il pezzo conserva ancora l'atmosfera triste e angosciata che colora così tanto il lavoro melodico del compositore.
La melodia qui è particolarmente bella e inquietante.
Da notare l'affascinante intermezzo di pianoforte e flauto prima che il flauto si liberi alla fine.
Insensatez è una melodia lenta e maestosa, pizzicata dal pianoforte contro un ricco arazzo di archi.
L'uso dei violoncelli qui è molto efficace.
Lato B
Corcovado è il nome di un luogo, un luogo molto famoso la collina vicino a Rio sormontata dall'enorme statua di cemento di Cristo.
Jobim dice che la musica racconta la storia di un uomo che vive sulla collina e sogna una vita semplice.
E dalla sua finestra vede sempre il Salvatore.
Il tema malinconico è affermato dal pianoforte contrapposto agli archi, si sente poi nuovamente il flauto di Wright.
One Note Samba è una delle composizioni più note di Jobim.
Questa volta il pianoforte porta il tema con semplici accordi, riducendo il tema stesso a nota singola del titolo.
Il flauto ha un giro arioso al primo bridge.
Da notare gli accordi di archi ricchi e cupi nella parte finale del brano.
Meditation ha una melodia che giace languidamente contro un ritmo vivace e un po' nervoso.
Il pianoforte di Jobim è molto efficace nella sua singola nota, in stile deliberato.
Una versione cantata in inglese (su testo adattato di Norman Gimble) fu portata al successo nel 1963 da Pat Boone.
Jazz Samba chiamata So Danco Samba nel film, "Copacabana Palace".
Il flauto porta la melodia, lasciando il posto al pianoforte quasi esitante (ma molto ritmato) di Jobim.
Notare le deliziose figure di pianoforte dietro il flauto vicino alla chiusura.
Chega de Saudade significa un vuoto, un qualcosa che ti manca.
La lunga e delicata linea melodica è punzonata teneramente dal pianoforte con archi morbidi in sottofondo.
L'improvvisazione di Jobim è molto ritmica e, allo stesso tempo, molto melodica.
Alla fine c'è un vivace accoppiamento piano-flauto.
In Desafinado (tradotto dal portoghese significa stonato) può venir data una diversa sfumatura di interpretazione.
L'inizio è cupo e oscuro.
Il trombone di Cleveland è espresso in contrapposizione agli archi.
C'è una variazione inquietante del tema ormai familiare prima che Jobim entri con il suo caratteristico assolo di note solitarie.
L'atmosfera si rallegra alla fine con un passaggio brillante di pianoforte e flauto.

## Tracce

### LP (1963, Verve Records, V/V6-8547)
Lato A
1. The Girl from Ipanema (versione strumentale) – 2:40 (testo: Vinicius de Moraes – musica: Antônio Carlos Jobim)
2. O Morro (Amor em paz) (versione strumentale) – 3:20 (testo: Vinicius de Moraes – musica: Antônio Carlos Jobim)
3. Agua de beber (versione strumantale) – 2:50 (testo: Vinicius de Moraes – musica: Antônio Carlos Jobim)
4. Dreamer (Vivo sonhando) (versione strumentale) – 2:34 (Antônio Carlos Jobim)
5. Favela (O morro não tem vez) (versione strumentale) – 3:18 (testo: Vinicius de Moraes – musica: Antônio Carlos Jobim)
6. Insensatez (versione strumentale) – 2:52 (testo: Vinicius de Moraes – musica: Antônio Carlos Jobim)

Durata totale: 17:34
Lato B
1. Corcovado (versione strumentale) – 2:22 (Antônio Carlos Jobim)
2. One Note Samba (versione strumentale) – 2:15 (testo: Newton Mendonça; testo adattato in inglese di Jon Hendricks – musica: Antônio Carlos Jobim)
3. Meditation (versione strumentale) – 3:15 (testo: Newton Mendonça; testo adattato in inglese di Norman Gimbel – musica: Antônio Carlos Jobim)
4. Jazz Samba (Só danço Samba) (versione strumentale) – 2:19 (testo: Vinicius de Moraes – musica: Antônio Carlos Jobim)
5. Chega de saudade (versione strumentale) – 4:20 (testo: Vinicius de Moraes – musica: Antônio Carlos Jobim)
6. Desafinado (versione strumentale) – 2:43 (testo: Newton Mendonça – musica: Antônio Carlos Jobim)

Durata totale: 17:14

## Musicisti
- Antônio Carlos Jobim – pianoforte, chitarra
- Claus Ogerman – direttore d'orchestra, arrangiamenti
- Jimmy Cleveland – trombone
- Leo Wright – sassofono alto, flauto
- George Duvivier – contrabbasso
- Edison Machado – batteria
- Sconosciuti – strumenti ad arco[5]

### Produzione
- Creed Taylor – produzione
- Registrazioni effettuate il 9 e 10 maggio 1963 a New York City, New York
- Val Valentin – direttore delle registrazioni
- Phil Ramone – ingegnere delle registrazioni
- Chuck Stewart – foto copertina album originale
- Dom Cerulli – note retrocopertina album originale [6]